# 花木路站
花木路站，前称芳甸路站，位于上海浦东新区芳甸路上海新国际博览中心附近，为上海轨道交通7号线的地下车站及终点站，于2009年12月5日启用。

## 車站结构

### 车站楼层
花木路站共有3层。地面为车站出口，地下一层为车站大厅，地下二层为7号线站台。
| 地面层   | 出入口             | 1-5出入口                        |  |  |
| 地下一层 | 站厅               | 票务服务、自动售票机、人工服务台 |  |  |
| 地下二层 |                    | █ 7号线 往美兰湖（龙阳路）       |  |  |
|          | 岛式站台，右侧开门 |                                  |  |  |
|          |                    | █ 7号线 备用站台                 |  |  |

## 车站出口
花木路站共有5个出口，其中1号口直通浦东嘉里城内部，3号出入口通道内设有地下连通道通向毗邻的证大喜马拉雅中心，4号出入口通道内设有地下连通道通向毗邻的博览汇广场，各出入口如下所示：
| 出口编号            | 出口指示                           | 照片 |
| ------------------- | ---------------------------------- | ---- |
| 1 · 出口            | 芳甸路，浦东嘉里城                 |      |
| 2 · 出口 · （设有） | 芳甸路，上海新国际博览中心         |      |
| 3 · 出口            | 芳甸路，证大喜马拉雅艺术中心       |      |
| 4 · 出口            | 梅花路                             |      |
| 5 · 出口            | 芳甸路，花木路，上海新国际博览中心 |      |
| 图例： 设有         |                                    |      |

## 公交换乘
花木一路

## 周边
- 上海新国际博览中心
- 世纪公园
- 上海耀中国际学校（御翠园校区）

## 图集
- 車站站厅
- 開通初期的車站站台
- 2018年的車站站台
- 改造前的车站2号出入口
- 车站中庭式站厅